# Біджарґах-е-Софлі
Біджарґах-е-Софлі (перс. بيجارگاه سفلي) — село в Ірані, у дегестані Мачіян, у бахші Келачай, шагрестані Рудсар остану Ґілян. За даними перепису 2006 року, його населення становило 340 осіб, що проживали у складі 87 сімей.

## Клімат
Середня річна температура становить 15,07 °C, середня максимальна – 29,06 °C, а середня мінімальна – 1,00 °C. Середня річна кількість опадів – 1098 мм.
| Клімат поселення                              | Клімат поселення | Клімат поселення | Клімат поселення | Клімат поселення | Клімат поселення | Клімат поселення | Клімат поселення | Клімат поселення | Клімат поселення | Клімат поселення | Клімат поселення | Клімат поселення | Клімат поселення |
| Показник                                      | Січ.             | Лют.             | Бер.             | Квіт.            | Трав.            | Черв.            | Лип.             | Серп.            | Вер.             | Жовт.            | Лист.            | Груд.            |                  |
| Середній максимум, °C                         | 11,28            | 11,47            | 13,07            | 18,09            | 22,25            | 26,92            | 29,06            | 28,98            | 25,07            | 21,63            | 17,36            | 12,95            |                  |
| Середня температура, °C                       | 6,16             | 6,33             | 7,94             | 12,95            | 17,11            | 21,77            | 24,66            | 24,56            | 20,67            | 17,21            | 12,95            | 8,56             |                  |
| Середній мінімум, °C                          | 1,00             | 1,20             | 2,80             | 7,81             | 11,96            | 16,64            | 20,26            | 20,16            | 16,25            | 12,80            | 8,54             | 4,15             |                  |
| Норма опадів, мм                              | 93               | 81               | 82               | 45               | 47               | 38               | 33               | 56               | 133              | 216              | 153              | 121              |                  |
| Середньомісячна швидкість вітру, м/с          | 2.39             | 2.48             | 2.50             | 2.39             | 2.30             | 2.22             | 2.57             | 2.20             | 2.00             | 2.10             | 2.08             | 2.23             |                  |
| Середньомісячна сонячна радіація, кДж/м²·день | 7239             | 9232             | 11174            | 15287            | 19249            | 20695            | 21403            | 18207            | 14733            | 10771            | 8750             | 6863             |                  |
| --------------------------------------------- | ---------------- | ---------------- | ---------------- | ---------------- | ---------------- | ---------------- | ---------------- | ---------------- | ---------------- | ---------------- | ---------------- | ---------------- | ---------------- |
| Джерело:                                      |                  |                  |                  |                  |                  |                  |                  |                  |                  |                  |                  |                  |                  |